# Triple-Ultra-Triathlon Lensahn

Logo de l'édition 2007

Le Triple-Ultra-Triathlon Lensahn est une compétition d'ultra-triathlon organisée chaque année depuis 1992 à Lensahn en Allemagne. L'épreuve consiste à effectuer successivement 11,4 km de natation, 540 km de cyclisme puis 126,62 km de course à pied, c'est-à-dire des distances triples de celles de l'Ironman.
Sur ce parcours, Robert Karas et Alicja Pyszka-Bazan détiennent les records mondiaux de la distance, respectivement 30 h 48 min 57 s (2018) et 36 h 13 min 55 s (2024).  Les éditions 2003, 2007 et 2023  font office de championnat du monde de la distance.

## Format de l'épreuve
Le parcours de 2007 est le suivant :
- natation : 228 longueurs en bassin olympique ;
- cyclisme : 46 boucles de 11,74 km ;
- course à pied :  96 tours de 1,319 km.

## Palmarès
| Année | Partants                                              | Homme                                                 | Homme                                                 | Femme                                                 | Femme                                                 |                                                       |
| Année | Partants                                              | Nom                                                   | Temps                                                 | Nom                                                   | Temps                                                 |                                                       |
| ----- | ----------------------------------------------------- | ----------------------------------------------------- | ----------------------------------------------------- | ----------------------------------------------------- | ----------------------------------------------------- | ----------------------------------------------------- |
| 1992  | 11                                                    | Karl Kiermeyer                                        | 36 h 57 min 05 s                                      | Astrid Benöhr                                         | 39 h 51 min 05 s                                      |                                                       |
| 1993  | 18                                                    | Mathias Willner                                       | 36 h 09 min 40 s                                      | Astrid Benöhr                                         | 41 h 44 min 19 s                                      |                                                       |
| 1994  | 23                                                    | Gerhard Weber                                         | 34 h 13 min 59 s                                      | Astrid Benöhr                                         | 38 h 32 min 18 s                                      |                                                       |
| 1995  | 25                                                    | Gerhard Weber                                         | 34 h 17 min 26 s                                      | Astrid Benöhr                                         | 38 h 09 min 29 s                                      |                                                       |
| 1996  | 20                                                    | Rainer Wybranietz                                     | 33 h 52 min 37 s                                      | Astrid Benöhr                                         | 37 h 54 min 54 s                                      |                                                       |
| 1997  | 22                                                    | Norman Schaake                                        | 36 h 47 min 51 s                                      | Astrid Benöhr                                         | 41 h 18 min 56 s                                      |                                                       |
| 1998  | 25                                                    | Dominike Frenkel                                      | 35 h 04 min 13 s                                      | Astrid Benöhr                                         | 41 h 03 min 59 s                                      |                                                       |
| 1999  | 15                                                    | Beat Knechtle                                         | 37 h 55 min 51 s                                      | Astrid Benöhr                                         | 41 h 52 min 27 s                                      |                                                       |
| 2000  | 36                                                    | Heiko Stokloßa                                        | 35 h 24 min 31 s                                      | Astrid Benöhr                                         | 43 h 36 min 45 s                                      |                                                       |
| 2001  | 34                                                    | Heiko Stokloßa                                        | 34 h 54 min 58 s                                      | Astrid Benöhr                                         | 42 h 21 min 58 s                                      |                                                       |
| 2002  | 25                                                    | Pascal Jolly                                          | 39 h 09 min 32 s                                      | Lukrecija Blattmann                                   | 55 h 32 min 01 s                                      |                                                       |
| 2003  | 42                                                    | Luis Wildpanner                                       | 31 h 47 min 57 s                                      | Astrid Benöhr                                         | 39 h 49 min 28 s                                      |                                                       |
| 2004  | 27                                                    | Emmanuel Conraux                                      | 35 h 49 min 25 s                                      | Astrid Benöhr                                         | 43 h 10 min 05 s                                      |                                                       |
| 2005  | 30                                                    | Werner Strauß                                         | 38 h 09 min 51 s                                      | Astrid Benöhr                                         | 47 h 00 min 23 s                                      |                                                       |
| 2006  | 25                                                    | Emmanuel Conraux                                      | 34 h 33 min 54 s                                      | Susanne Beisenherz                                    | 46 h 45 min 18 s                                      |                                                       |
| 2007  | 45                                                    | Emmanuel Conraux                                      | 34 h 54 min 59 s                                      | Susanne Beisenherz                                    | 54 h 07 min 16 s                                      |                                                       |
| 2008  | 43                                                    | Emmanuel Conraux                                      | 35 h 33 min 19 s                                      | Susanne Beisenherz                                    | 51 h 44 min 16 s                                      |                                                       |
| 2009  | 41                                                    | Matej Markovic                                        | 35 h 15 min 11 s                                      | Miriam Rau                                            | 52 h 11 min 57 s                                      |                                                       |
| 2010  | 47                                                    | Adrian Brennwald                                      | 33 h 29 min 55 s                                      | Šárka Kolbova                                         | 48 h 04 min 44 s                                      |                                                       |
| 2011  | 47                                                    | Paul Thompson                                         | 35 h 35 min 18 s                                      | Šárka Kolbova                                         | 48 h 12 min 42 s                                      |                                                       |
| 2012  | 48                                                    | Heiko Stokloßa                                        | 34 h 47 min 11 s                                      | Šárka Kolbova                                         | 47 h 22 min 09 s                                      |                                                       |
| 2013  | 40                                                    | Mark Hohe-Dorst                                       | 38 h 00 min 04 s                                      | Manuela Correc                                        | 51 h 20 min 14 s                                      |                                                       |
| 2014  | 48                                                    | Richard Widmer                                        | 34 h 49 min 02 s                                      | Katrin Burow                                          | 40 h 53 min 32 s                                      |                                                       |
| 2015  | 41                                                    | Richard Widmer                                        | 33 h 05 min 16 s                                      | Šárka Kolbova                                         | 46 h 01 min 40 s                                      |                                                       |
| 2016  | 43                                                    | Richard Widmer                                        | 33 h 14 min 33 s                                      | Marie Veslestaul                                      | 40 h 56 min 03 s                                      |                                                       |
| 2017  | 33                                                    | Rait Ratasepp                                         | 34 h 19 min 34 s                                      | Šárka Kolbova                                         | 57 h 21 min 59 s                                      |                                                       |
| 2018  | 52                                                    | Robert Karas                                          | (RM) 30 h 48 min 57 s                                 | Marie Veslestaul                                      | 39 h 29 min 43 s                                      |                                                       |
| 2019  | 31                                                    | Thorsten Eckert                                       | 36 h 25 min 02 s                                      | Mareile Hertel                                        | 37 h 18 min 17 s                                      |                                                       |
| 2020  | Championnat annulé pour cause de pandémie de Covid-19 | Championnat annulé pour cause de pandémie de Covid-19 | Championnat annulé pour cause de pandémie de Covid-19 | Championnat annulé pour cause de pandémie de Covid-19 | Championnat annulé pour cause de pandémie de Covid-19 | Championnat annulé pour cause de pandémie de Covid-19 |
| 2021  | Championnat annulé pour cause de pandémie de Covid-19 | Championnat annulé pour cause de pandémie de Covid-19 | Championnat annulé pour cause de pandémie de Covid-19 | Championnat annulé pour cause de pandémie de Covid-19 | Championnat annulé pour cause de pandémie de Covid-19 | Championnat annulé pour cause de pandémie de Covid-19 |
| 2022  | 28                                                    | Thorsten Eckert                                       | 34 h 38 min 27 s                                      | Jacky Camos Wiewel                                    | 52 h 37 min 48 s                                      |                                                       |
| 2023  | 38                                                    | Tomasz Maksymowicz                                    | 35 h 29 min 22 s                                      | Eva Hürlimann                                         | 38 h 18 min 34 s                                      |                                                       |
| 2024  | 23                                                    | Guillaume Briguet                                     | 37 h 37 min 55 s                                      | Alicja Pyszka-Bazan                                   | (RM) 36 h 13 min 55 s                                 |                                                       |